# 2024년 하계 올림픽 엘살바도르 선수단
2024년 하계 올림픽 엘살바도르 선수단은 2024년 7월 26일부터 8월 11일까지 프랑스 파리에서 열린 2024년 하계 올림픽에 참가한 올림픽 엘살바도르 선수단이다.
엘살바도르는 1968년 멕시코 멕시코시티 하계 올림픽에서 공식 올림픽 데뷔를 했다. 엘살바도르 선수들은 1976년 대회와 소련의 아프가니스탄 침공에 항의하여 미국이 주도한 보이콧에 가담한 1980년 대회를 제외하고 그 이후 모든 올림픽에 참가해 왔다.

## 출전 선수
| 종목     | 남자 | 여자 | 전체 |
| -------- | ---- | ---- | ---- |
| 배드민턴 | 1    | 0    | 1    |
| 사격     | 1    | 0    | 1    |
| 서핑     | 1    | 0    | 1    |
| 수영     | 1    | 1    | 2    |
| 양궁     | 1    | 0    | 1    |
| 요트     | 1    | 0    | 1    |
| 유도     | 1    | 0    | 1    |
| 전체     | 7    | 1    | 8    |

## 메달 집계
| 종목 | 1 | 2 | 3 | 합계 |
| 종목 | ' | ' | ' | '    |
| 종목 | ' | ' | ' | '    |
| 종목 | ' | ' | ' | '    |
| 합계 | ' | ' | ' | '    |

## 같이 보기
- 2024년 하계 올림픽